# مهاجم زیم (کمیک‌ها)
مهاجم زیم مجموعهٔ کتاب کمیک آمریکایی می‌باشد که خالق آن جونن واسکز است و توسط انی پرس مورد انتشار قرار می‌گیرد. این مجموعهٔ کمیک دنبالهٔ سریال انیمیشنی با همین نام می‌باشد که در نیکلودئون پخش می‌شد.